# Élections législatives de 1962 dans l'Isère
Les élections législatives françaises de 1962 se déroulent les 18 et 25 novembre 1962. Dans le département de l'Isère, sept députés sont à élire dans le cadre de sept circonscriptions.

## Élus
| Circonscription | Député sortant   | Parti | Parti  | Député élu ou réélu | Parti | Parti   |
| --------------- | ---------------- | ----- | ------ | ------------------- | ----- | ------- |
| 1re             | Aimé Paquet      |       | CNIP   | Aimé Paquet         |       | RI      |
| 2e              | Jean Vanier      |       | UNR    | Jean Vanier         |       | UNR-UDT |
| 3e              | André Gauthier   |       | Radsoc | André Gauthier      |       | Radsoc  |
| 4e              | Clément Bourne   |       | CNIP   | Alban Fagot         |       | UNR-UDT |
| 5e              | Noël Chapuis     |       | MRP    | Noël Chapuis        |       | Modérés |
| 6e              | Raymond Bouillol |       | CNIP   | Jean Bernard        |       | MRP     |
| 7e              | François Perrin  |       | CNIP   | François Perrin     |       | RI      |

## Résultats

### Résultats à l'échelle du département
| Parti          | Parti                                          | Premier tour | Premier tour | Second tour | Second tour | Sièges |
| Parti          | Parti                                          | Voix         | %            | Voix        | %           | Sièges |
| -------------- | ---------------------------------------------- | ------------ | ------------ | ----------- | ----------- | ------ |
|                | Union pour la nouvelle République (UDT)        | 65 966       | 27,33        | 60 226      | 23,09       | 2      |
|                | Républicains indépendants                      | 24 537       | 1,17         | 35 033      | 13,43       | 2      |
|                | Majorité présidentielle                        | 90 503       | 37,50        | 95 259      | 36,53       | 4      |
|                |                                                |              |              |             |             |        |
|                | Centre national des indépendants et paysans    | 15 853       | 6,57         | 7 181       | 2,75        | 0      |
|                | Mouvement républicain populaire                | 13 890       | 5,76         | 18 638      | 7,15        | 1      |
|                | Modérés                                        | 9 883        | 4,10         | 17 660      | 6,77        | 1      |
|                | Centre républicain                             | 1 648        | 0,68         |             |             | 0      |
|                | Centre démocratique                            | 41 274       | 17,10        | 43 479      | 16,67       | 2      |
|                |                                                |              |              |             |             |        |
|                | Parti communiste français                      | 60 050       | 24,88        | 71 019      | 27,23       | 0      |
|                | Section française de l'Internationale ouvrière | 30 568       | 12,67        | 30 454      | 11,68       | 0      |
|                | Parti radical                                  | 11 157       | 4,62         | 20 592      | 7,90        | 1      |
|                | Parti socialiste unifié                        | 5 072        | 2,10         | Retrait     | Retrait     | 0      |
|                | Union et fraternité française                  | 2 382        | 0,99         |             |             | 0      |
|                | Divers                                         | 332          | 0,14         | 0           |             |        |
|                |                                                |              |              |             |             |        |
| Inscrits       | Inscrits                                       | 399 859      | 100,00       | 399 864     | 100,00      | 7      |
| Abstentions    | Abstentions                                    | 153 084      | 38,28        | 131 162     | 32,8        |        |
| Votants        | Votants                                        | 246 775      | 61,72        | 268 702     | 67,2        |        |
| Blancs et nuls | Blancs et nuls                                 | 5 437        | 2,2          | 7 899       | 2,94        |        |
| Exprimés       | Exprimés                                       | 241 338      | 97,8         | 260 803     | 97,06       |        |

### Résultats par circonscription

#### Première circonscription (Grenoble-Est)
| Candidat       | Candidat                  | Parti          | Premier tour | Premier tour | Second tour | Second tour |  |
| Candidat       | Candidat                  | Parti          | Voix         | %            | Voix        | %           |  |
| -------------- | ------------------------- | -------------- | ------------ | ------------ | ----------- | ----------- |  |
|                | Aimé Paquet sortant réélu | RI             | 11 704       | 35,39        | 16 612      | 45,12       |  |
|                | Pierre Rivet              | UNR-UDT        | 9 153        | 27,67        | 8 225       | 22,34       |  |
|                | Paul Billat               | PCF            | 8 697        | 26,3         | 11 980      | 32,54       |  |
|                | Joseph Ravier-Piquet      | SFIO           | 3 520        | 10,64        | Retrait     | Retrait     |  |
|                |                           |                |              |              |             |             |  |
| Inscrits       | Inscrits                  | Inscrits       | 52 703       | 100,00       | 52 700      | 100,00      |  |
| Abstentions    | Abstentions               | Abstentions    | 18 971       | 36           | 15 358      | 29,14       |  |
| Votants        | Votants                   | Votants        | 33 732       | 64           | 37 342      | 70,86       |  |
| Blancs et nuls | Blancs et nuls            | Blancs et nuls | 658          | 1,95         | 525         | 1,41        |  |
| Exprimés       | Exprimés                  | Exprimés       | 33 074       | 98,05        | 36 817      | 98,59       |  |

#### Deuxième circonscription (Grenoble-Sud)
| Candidat       | Candidat                  | Parti          | Premier tour | Premier tour | Second tour | Second tour |  |
| Candidat       | Candidat                  | Parti          | Voix         | %            | Voix        | %           |  |
| -------------- | ------------------------- | -------------- | ------------ | ------------ | ----------- | ----------- |  |
|                | Jean Vanier sortant réélu | UNR-UDT        | 17 346       | 38,58        | 26 693      | 57,77       |  |
|                | André Dufour              | PCF            | 11 433       | 25,43        | 19 515      | 42,23       |  |
|                | Robert Saul               | CNIP           | 3 592        | 7,99         | Retrait     | Retrait     |  |
|                | Hippolyte Fayolle         | SFIO           | 3 589        | 7,98         | Retrait     | Retrait     |  |
|                | Louis Abric               | PSU            | 3 067        | 6,82         | Retrait     | Retrait     |  |
|                | Maurice Vial              | MRP            | 2 912        | 6,48         | Retrait     | Retrait     |  |
|                | Jean Rafine               | CR             | 1 648        | 3,67         |             |             |  |
|                | Aimé Vernet               | Radsoc         | 1 041        | 2,32         |             |             |  |
|                | François Roche            | Divers         | 332          | 0,74         |             |             |  |
|                |                           |                |              |              |             |             |  |
| Inscrits       | Inscrits                  | Inscrits       | 72 565       | 100,00       | 72 567      | 100,00      |  |
| Abstentions    | Abstentions               | Abstentions    | 26 736       | 36,84        | 23 410      | 32,26       |  |
| Votants        | Votants                   | Votants        | 45 829       | 63,16        | 49 157      | 67,74       |  |
| Blancs et nuls | Blancs et nuls            | Blancs et nuls | 869          | 1,9          | 2 949       | 6           |  |
| Exprimés       | Exprimés                  | Exprimés       | 44 960       | 98,1         | 46 208      | 94          |  |

#### Troisième circonscription (Vizille)
| Candidat       | Candidat                     | Parti          | Premier tour | Premier tour | Second tour | Second tour |  |
| Candidat       | Candidat                     | Parti          | Voix         | %            | Voix        | %           |  |
| -------------- | ---------------------------- | -------------- | ------------ | ------------ | ----------- | ----------- |  |
|                | Élise Grappe                 | PCF            | 10 251       | 31,3         | 14 002      | 40,48       |  |
|                | André Gauthier sortant réélu | Radsoc         | 10 116       | 30,89        | 20 592      | 59,52       |  |
|                | Joël Garcia                  | UNR-UDT        | 8 097        | 24,72        | Retrait     | Retrait     |  |
|                | Jean Landru                  | SFIO           | 4 289        | 13,09        | Retrait     | Retrait     |  |
|                |                              |                |              |              |             |             |  |
| Inscrits       | Inscrits                     | Inscrits       | 52 326       | 100,00       | 52 321      | 100,00      |  |
| Abstentions    | Abstentions                  | Abstentions    | 18 975       | 36,26        | 16 733      | 31,98       |  |
| Votants        | Votants                      | Votants        | 33 351       | 63,74        | 35 588      | 68,02       |  |
| Blancs et nuls | Blancs et nuls               | Blancs et nuls | 598          | 1,79         | 994         | 2,79        |  |
| Exprimés       | Exprimés                     | Exprimés       | 32 753       | 98,21        | 34 594      | 97,21       |  |

#### Quatrième circonscription (Grenoble-Nord)
| Candidat       | Candidat               | Parti          | Premier tour | Premier tour | Second tour | Second tour |  |
| Candidat       | Candidat               | Parti          | Voix         | %            | Voix        | %           |  |
| -------------- | ---------------------- | -------------- | ------------ | ------------ | ----------- | ----------- |  |
|                | Alban Fagot élu        | UNR-UDT        | 9 762        | 33,64        | 14 528      | 44,78       |  |
|                | Clément Bourne sortant | CNIP           | 6 122        | 21,09        | 4 516       | 13,92       |  |
|                | Raymond Tézier         | SFIO           | 5 888        | 20,29        | 13 400      | 41,3        |  |
|                | Raymond Perinetti      | PCF            | 5 245        | 18,07        | Retrait     | Retrait     |  |
|                | Armand Mante           | PSU            | 2 005        | 6,91         | Retrait     | Retrait     |  |
|                |                        |                |              |              |             |             |  |
| Inscrits       | Inscrits               | Inscrits       | 50 119       | 100,00       | 50 141      | 100,00      |  |
| Abstentions    | Abstentions            | Abstentions    | 20 357       | 40,62        | 17 163      | 34,23       |  |
| Votants        | Votants                | Votants        | 29 762       | 59,38        | 32 978      | 65,77       |  |
| Blancs et nuls | Blancs et nuls         | Blancs et nuls | 740          | 2,49         | 534         | 1,62        |  |
| Exprimés       | Exprimés               | Exprimés       | 29 022       | 97,51        | 32 444      | 98,38       |  |

#### Cinquième circonscription (Vienne-Nord)
| Candidat       | Candidat                   | Parti          | Premier tour | Premier tour | Second tour | Second tour |  |
| Candidat       | Candidat                   | Parti          | Voix         | %            | Voix        | %           |  |
| -------------- | -------------------------- | -------------- | ------------ | ------------ | ----------- | ----------- |  |
|                | Noël Chapuis sortant réélu | Modérés (MRP)  | 9 883        | 29,82        | 17 660      | 50,87       |  |
|                | Maurice Maron              | PCF            | 7 508        | 22,66        | Retrait     | Retrait     |  |
|                | Joseph Cinelli             | SFIO           | 7 500        | 22,63        | 17 054      | 49,13       |  |
|                | Armand Champlong           | UNR-UDT        | 6 698        | 20,21        | Retrait     | Retrait     |  |
|                | Joannès Ruf                | UFF            | 1 549        | 4,67         |             |             |  |
|                |                            |                |              |              |             |             |  |
| Inscrits       | Inscrits                   | Inscrits       | 53 905       | 100,00       | 53 895      | 100,00      |  |
| Abstentions    | Abstentions                | Abstentions    | 19 773       | 36,68        | 17 929      | 33,27       |  |
| Votants        | Votants                    | Votants        | 34 132       | 63,32        | 35 966      | 66,73       |  |
| Blancs et nuls | Blancs et nuls             | Blancs et nuls | 994          | 2,91         | 1 252       | 3,48        |  |
| Exprimés       | Exprimés                   | Exprimés       | 33 138       | 97,09        | 34 714      | 96,52       |  |

#### Sixième circonscription (Vienne-Sud)
| Candidat       | Candidat                 | Parti          | Premier tour | Premier tour | Second tour | Second tour |  |
| Candidat       | Candidat                 | Parti          | Voix         | %            | Voix        | %           |  |
| -------------- | ------------------------ | -------------- | ------------ | ------------ | ----------- | ----------- |  |
|                | Roger Coste              | PCF            | 8 294        | 26,22        | 13 283      | 38,41       |  |
|                | Jean Bernard élu         | MRP            | 6 859        | 21,68        | 18 638      | 53,89       |  |
|                | Marcel Diamant-Berger    | UNR-UDT        | 6 391        | 20,2         | Retrait     | Retrait     |  |
|                | Raymond Bouillol sortant | CNIP           | 6 139        | 19,4         | 2 665       | 7,71        |  |
|                | Jean Marcel              | SFIO           | 3 122        | 9,87         | Retrait     | Retrait     |  |
|                | Gérard Brun              | UFF            | 833          | 2,63         |             |             |  |
|                |                          |                |              |              |             |             |  |
| Inscrits       | Inscrits                 | Inscrits       | 52 627       | 100,00       | 52 627      | 100,00      |  |
| Abstentions    | Abstentions              | Abstentions    | 20 212       | 38,41        | 17 127      | 32,54       |  |
| Votants        | Votants                  | Votants        | 32 415       | 61,59        | 35 500      | 67,46       |  |
| Blancs et nuls | Blancs et nuls           | Blancs et nuls | 777          | 2,4          | 914         | 2,57        |  |
| Exprimés       | Exprimés                 | Exprimés       | 31 638       | 97,6         | 34 586      | 97,43       |  |

#### Septième circonscription (Bourgoin-Jallieu)
| Candidat       | Candidat                      | Parti          | Premier tour | Premier tour | Second tour | Second tour |  |
| Candidat       | Candidat                      | Parti          | Voix         | %            | Voix        | %           |  |
| -------------- | ----------------------------- | -------------- | ------------ | ------------ | ----------- | ----------- |  |
|                | François Perrin sortant réélu | RI             | 12 833       | 34,92        | 18 421      | 44,45       |  |
|                | Charly Bonin                  | PCF            | 8 622        | 23,46        | 12 239      | 29,53       |  |
|                | Raymond Jacquet               | UNR-UDT        | 8 519        | 23,18        | 10 780      | 26,01       |  |
|                | Robert Faure                  | MRP            | 4 119        | 11,21        | Retrait     | Retrait     |  |
|                | André Gautier                 | SFIO           | 2 660        | 7,24         | Retrait     | Retrait     |  |
|                |                               |                |              |              |             |             |  |
| Inscrits       | Inscrits                      | Inscrits       | 65 614       | 100,00       | 65 613      | 100,00      |  |
| Abstentions    | Abstentions                   | Abstentions    | 28 060       | 42,77        | 23 442      | 35,73       |  |
| Votants        | Votants                       | Votants        | 37 554       | 57,23        | 42 171      | 64,27       |  |
| Blancs et nuls | Blancs et nuls                | Blancs et nuls | 801          | 2,13         | 731         | 1,73        |  |
| Exprimés       | Exprimés                      | Exprimés       | 36 753       | 97,87        | 41 440      | 98,27       |  |